# 589 г. пр.н.е.

## Събития

### В Азия

#### Във Вавилония
- Навуходоносор II (605 – 562 г. пр.н.е.) е цар на Вавилония.[1]
- Царят нахлува в Юдея и подлага на обсада Йерусалим, поради разбунтуването на васалния юдейски цар Седекия и неговите опити да се съюзи с Египет.[2]

#### В Мидия
- Киаксар (625 – 585 г. пр.н.е.) е цар на Мидия.[3]

### В Африка

#### В Египет
- Фараонът на Египет Псамтик II (595 – 589 г. пр.н.е.) умира след боледуване и е наследен от своя син Априй (589 – 570 г. пр.н.е.).[4]

## Починали
- Псамтик II, фараон на Египет от Двадесет и шестата династия